# Molí del Blanquer
El Molí del Blanquer és un molí del terme municipal de Calders (Moianès). És a la dreta del Calders, a l'extrem oriental del poble rural de Viladecavalls de Calders, en un lloc on el Calders fa un meandre molt tancat. És al sud-sud-est de Serramelera i al sud-sud-oest de Rubió de l'Alzina. Forma part de l'Inventari del Patrimoni Arquitectònic de Catalunya.

## Descripció
Consta de dues construccions diferents, ambdues en molt mal estat. La primera, que és el molí, té l'estructura externa amagada per la vegetació. Conserva el portal d'entrada quadrat i adovellat. L'interior és cobert amb volta catalana i conserva bona part de les restes del molí fariner (2 moles). El segon edifici es troba a uns 15 m del molí. L'exterior és quadrat (5x5 i 2m d'alçada) mentre que la planta interior és circular. Aquesta construcció no presenta cap obertura la qual cosa fa pensar que es tractava d'un dipòsit. Els carreus de les cantonades són ben treballats i de pedra picada mentre que la resta és reble. Es conserven encara bona part dels regs i canalitzacions en força bon estat. Algun dels canals són treballats en pedra. A uns 20 m hi havia la casa del moliner avui enrunada.

## Història
Aquest molí és citat documentalment des del S. XII (1126). Es tractava d'un molí blanquer (per a adobar pells) que probablement aprofitava l'aigua calenta de la font Calda, a pocs metres del molí. S'ha pensat que l'edifici quadrat podria ser el dipòsit on s'assaonaven les pells. No se sap en quin moment el molí canvià de funció però al XVIII ja surt citat com a molí blader, situació que conservà fins a principis del XX. De l'edifici antic no en resta res, únicament l'estructura de transport de l'aigua del riu al molí pot recordar l'antiga. El que queda de l'actual molí data del S.XVIII.